# Standardbred
Standardbred je američka konjska pasmina najbolje poznata po svojim sposobnostima u trkama čezama, u kojima se pripadnici ove pasmine takmiče u kasu ili pejsingu. Razvijen u Severnoj Americi, standardbred je priznat širom sveta, a pasmina može da prati svoje krvne loze do engleskih konja iz 18. veka. Oni su čvrsti, dobro građeni konji dobre dispozicije. Pored trka čezama, standardbred konji se koriste za razne konjičke aktivnosti, uključujući konjičke predstave i jahanje radi užitaka, posebno u Srednjem zapadu i Istočnim Sjedinjenim Državama i Južnom Ontariju.

## Istorija
U 17. veku su se u Americi održavale prve kasačke trke, obično na poljima na osedlanim konjima. Do sredine 18. veka, trke su se održavale na zvaničnim stazama, a konji su bili u amovima. Pasmine koje su doprinele formiranju pasmine Standardbred obuhvatale su naraganset pejser, kanadski konj, čistokrvni konj, norfočki kasač, hakni i morgan.
Osnove krvne loze standardbreda potiču do čistokrvnog konja oždrebljenog u Engleskoj 1780. godine, zvanog Mesindžer. On je bio sivi pastuv koji je uvezen u Sjedinjene Države 1788. On je bio otac nekoliko trkaćih konja, ali je najpoznatiji po svom unuku Hambltonijanu 10, poznatom i kao Rajsdajkov Hambltonijan, koji je oždrebljen 1849. godine i koji se smatrao osnivačkim pastuvom pasmine i od koga svi standardbred konji potiču. Kobilu i ždrebe kupio je Vilijam Rajsdajk, farmerski pomoćnik iz države Njujork, koji se uspešno naticao sa trogodišnjim ždrebcom protiv drugih konja. Taj konj je kasnike kao pastuv ostavio 1.331 potomka, od kojih je 40 kasalo milju za manje od 2 minuta i 30 sekundi.
Još jedan uticajni pastuv bio je čistokrvni Diomed, rođen 1777. godine. Diomedov unuk Američka zvezda, oždrebljen 1822. godine, bio je uticajan u razvoju pasmine kroz kobile njegovog potomstva, pri čemu je Američka zvezda 14 ukrštena sa Hambltonijanom 10. Kada je sport počeo da dobija na popularnosti, selektivniji uzgoj je izvršen da bi se proizveo brži kasač.
Registar pasmine standardbred formiran je u Sjedinjenim Državama 1879. godine po inicijativi Nacionalnog udruženja uzgajivača kasačkih konja. Ime je nastalo zbog „standarda” potrebnog za uzgoj stoka, kako bi mogli da u određenom vremenskom roku odkasaju ili pejsiraju milju. Svaki standardbred morao je da pređe milju za manje od dva minuta i 30 sekundi. U današnje vreme su mnogi standardbred konji brži od ovog originalnog standarda, pri čemu pojedini konji pejsiraju milji za 1 min, 50 sec, a kasači su samo nekoliko sekundi sporiji od pejsera. Donekle drugačije krvne loze su prisutne kod kasačaa u odnosu na pejsere, mada obe vode poreklo od Hambltonijana 10.

## Karakteristike
Standardbred konji su uglavnom mišićaviji i duži od čistokrvnih konja. Takođe su mirnije naravi, što pogoduje konjima čije trke zahtevaju više strategije i veće promene brzine od trka čistokrvnih konja. Standardbred se smatraju konjima orijentisanim prema ljudima, kojis se lako treniraju.
Oni su uglavnom nešto teže građe od čistokrvnih konja, ali imaju rafinirane, čvrste noge i moćna ramena i zadnje delove. Standardbred pasmine imaju širok raspon visina, od 14 do 17 šaka (56 do 68 inča, 142 do 173 cm), mada je većina između 15 i 16 šaka (60 i 64 inča, 152 i 163 cm). Oni su najčešće su dorati, smeđi ili crni, iako se vide i druge boje poput kestenjaste. Siva i mrkosiva se takođe javljaju.
Standardbred teži između 360 i 450 kg (800 i 1.000 funti). Glave su im rafinirane i ravne, sa širokim čelom, velikim nosnicama i plitkim ustima. Tipično telo standardbreda je dugačko, sa dobro definisanim hrbatima, jakim ramenima i dugim i teškim mišićima, što pomaže u dugim razdaljinama. Vrat kod standardbreda je mišićav i blago povijen, od srednjeg do dugog raspona. Noge su mišićave i čvrste, sa uglavnom vrlo žilavim i izdržljivim kopitima.
Standardbred koju su ulavnom kasači ili pejseri. Preferentno kretanje kasača je kas, pri čemu se noge konja kreću u dijagonalnim parovima; kada se desna prednja noga pomiče napred, u leva zadnja noga se kreće, i obrnuto. Pejs je dvotaktno lateralno kretanje; prednje noge se kreću u skladu sa zadnjim nogama na istoj strani. Međutim, pasmina isto tako ima sposobnost izvošenja drugih vidova kretanja konja, uključujući i kanter, mada se taj hod kažnjava u trkama čeza.
Sposobnost kasanja i pejsinga ove pasmine povezana je sa mutacijom u jednoj tački gena DMRT3, koja se izražava u I6 potpodeli neurona kičmene moždine; ovo područje je odgovorno za koordinaciju lokomotorne mreže koja kontroliše pokrete udova. Ova jednonukleotidna mutacija uzrokuje rani prekid gena, kodiranjem stop-kodona, menjajući na taj način transkripcioni faktor.

### Kas
Pejseri i dalje zadržavaju sposobnost kasa i to je regularna pojava; međutim, oni su označeni hodom kojim se trkaju. Pored toga, neki kasači su u stanju da koračaju, ali preferiraju da se trkaju kasom. Današnji standardbredi se trkaju istim hodom tokom cele svoje karijere, sa retkim izuzecima. Iako su hodovi slični, tempo je brži od kasa.
Sposobnost pejsinga je povezana sa mutacijom u jednoj tački u genu DMRT3, koja je izražena u I6 podpodeli neurona kičmene moždine; ovo područje je odgovorno za koordinaciju lokomotorne mreže koja kontroliše pokrete udova. Tačkasta mutacija uzrokuje rani završetak gena kodiranjem za stop kodon, menjajući tako funkciju ovog faktora transkripcije. Jedinstveno, pejsing i kasački američki standardbredi su fiksni za DMRT3 varijantu. Ovo sugeriše da postoji bar jedna dodatna genetska varijanta koja kontroliše kas i pejsing u standardbredima. Međutim, evropske standardne pasmine još uvek nisu fiksirane za ovu DMRT3 varijantu, iako homozigotne jedinke imaju bolje rezultate.

## Uzgojne prakse
Prilikom osnivanja Kasačkog udruženja Sjedinjenih Država 1939. godine, predložena je zatvorena rodoslovna knjiga. Rodna knjiga nije zvanično zatvorena sve do 1973. godine, međutim, verovatno je da je i ranije bila efektivno zatvorena. U 2009. godini, u nastojanju da smanji gubitak genetskog diverziteta unutar pasmine, Kasačko udruženje Sjedinjenih Država ograničilo je rodovnu knjigu za sve nove ždrebce na 140 kobila godišnje. Ovo je odmah stupilo na snagu za kasačke pastuve, a postepeno i za hodajuće pastuve.
Današnje standardne pasmine se obično uzgajaju prema tipu hodanja, tj. kasači se uzgajaju za kasače, a pejseri se uzgajaju za pejsere. Iako je moguće da kasači proizvedu pejsere, ove prakse uzgoja specifične za hod dovode do toga da se standardne rase diferenciraju u dve podpopulacije na osnovu hoda, više različite od nekih rasa.

## Zdravlje
Osteokondroza (OC), Osteohondroza disekans (OCD), i druge srodne razvojne ortopedske bolesti (DOD) pojavljuju se na visokoj učestalosti u standardbredima. OC/OCD je umereno do visoko nasledno stanje kod standardnih rasa i sličnih rasa, a identifikovani su genetski faktori rizika. Ovi nalazi sugerišu da bi promena u praksi uzgoja mogla da smanji prevalenciju unutar rase; međutim, lezije se mogu povući same ili se mogu hirurški korigovati.

## Literatura
- Lynghaug, Fran (2009). The Official Horse Breeds Standards Book: The Complete Guide to the Standards of all North American Equine Breed Associations. Minneapolis, MN: Voyageur Press. ISBN 978-0-7603-3499-7.